# 現存
| ウィキペディアには「現存」という見出しの百科事典記事はありません（タイトルに「現存」を含むページの一覧/「現存」で始まるページの一覧）。 代わりにウィクショナリーのページ「現存」が役に立つかもしれません。 |